# Ana Cristina Navarro
Ana Cristina Navarro Posada, nacida en Medellín, es una periodista colombiana que desarrolló buena parte de su carrera profesional en España.

## Trayectoria
Hija de Gonzalo Navarro Ospina (1920-2005) y de Lucía Posada Londoño, es nieta de la escritora colombiana Sofía Ospina de Navarro. En la década de 1960 se trasladó a España, graduándose en Periodismo por la Universidad de Navarra (1966-1969). Poco después ingresa en Televisión Española, llegando a destacar como reportera y corresponsal de guerra en una época en la que esa labor estaba casi en exclusiva reservada a hombres, con algunas excepciones como Elena Martí, Rosa María Calaf o Carmen Sarmiento. Fue una de las iniciales colaboradoras habituales en el programa Informe Semanal, para el que tuvo ocasión de cubrir eventos tans destacados de la época como la Marcha Verde, la Guerra de Líbano o la reunificación de Vietnam. Este último reportaje le costó el puesto, pero por sentencia judicial recaída en 1977, hubo de ser readmitida a su puesto de trabajo.
Tras una estancia en Nueva York en 1979-1980, acompañando a Pedro Erquicia en la corresponsalía de TVE en Nueva York, regresa a España y se reincorpora a Informe Semanal, donde realiza uno de los reportajes más conmovedores en la historia de la televisión en España y que en su día conmocionó al país: Colombia bajo el volcán, emitido el 16 de noviembre de 1985, y que cubrió las consecuencias de la erupción del volcán Nevado del Ruiz y en especial la agonía de la niña Omayra Sánchez. El reportaje ganó el Premio Ondas.
Seguidamente, y hasta 1989 ejerce como corresponsal de TVE en Bogotá. A su vuelta a   es nombrada, en 1992, jefa de gabinete del entonces director de TVE Ramón Colom. En 1995 finalmente presenta su propio programa de entrevistas en La 1, titulado La vida según..., siendo especialmente recordado el dedicado a su compatriota Gabriel García Márquez.
De regreso a su país natal, entre 2001 y 2008 fue gerente del canal Teleantioquia, más tarde gerente de comunicación de la sociedad pública Empresas Públicas de Medellín (2008-2014) y entre 2018 y 2021 Coordinadora de Pedagogía de la Comisión de la Verdad de Colombia.